# Vaghatin
Vaghatin (in armeno Վաղատին) è un comune di 756 abitanti (2010) della Provincia di Syunik in Armenia.